# Сержіо Маноел
Сержіо Маноел (порт. Sérgio Manoel, нар. 2 березня 1972, Сантус) — колишній бразильський футболіст, півзахисник.
Виступав, зокрема, за «Ботафогу», з яким став чемпіоном Бразилії, а також національну збірну Бразилії, у складі якої брав участь у Кубку Америки 1998 року.

## Клубна кар'єра
Народився 2 березня 1972 року в місті Сантус. Вихованець юнацьких команд футбольних клубів «Португеза Сантіста» та «Сантус».
У дорослому футболі дебютував 1989 року виступами за команду клубу «Сантус», в якій провів п'ять сезонів, з невеликою перервою на виступи за «Флуміненсе», взявши участь у 62 матчах чемпіонату. Більшість часу, проведеного у складі «Сантуса», був основним гравцем команди.
Згодом з 1994 року грав у складі «Ботафогу», з яким він виграв чемпіонат Бразилії 1995 року.
На початку 1996 року перейшов у японський клуб «Сересо Осака», де провів півтора року, після чого повернувся на батьківщину і до кінця сезону виступав за «Греміо».
У 1998—1999 роках знову виступав за «Ботафогу», вигравши з командою в першому сезоні турнір Ріо-Сан-Паулу. В подальшому грав на батьківщині за клуби «Крузейру», «Корітіба», «Америка» (Ріо-де-Жанейро), «Португеза Деспортос», «Мадурейра» та «Фігейренсе». З останньою командою Сержіо виграв чемпіонат штату Санта-Катаріна.
У другій половині 2004 року пограв у Аргентині за «Індепендьєнте» (Авельянеда), проте провів лише 4 матчі в чемпіонаті і повернувся знову до Бразилії, і в подальшому виступав за понад десять клубів, серед яких з Серії А були лише «Фігейренсе» та «Ботафогу». Завершив кар'єру у 2009 році в клубі шостого дивізіону Бразилії «Ботафого-ДФ»

## Виступи за збірні
1991 року залучався до складу молодіжної збірної Бразилії. У її складі став молодіжним віце-чемпіоном світу, зігравши на турнірі проти Кот-д'Івуару, Мексики та Швеції.
29 березня 1995 року дебютував в офіційних іграх у складі національної збірної Бразилії в товариському матчі зі збірною Гондурасу. Наступного матчу довелося чекати майже півтора року і 31 серпня 1996 року Маноел зіграв у товариському матчі з Румунією.
У складі збірної був учасником розіграшу Золотого кубка КОНКАКАФ 1998 року у США, на якому команда здобула бронзові нагороди. На цьому турнірі Сержіо зіграв два матчі, з Сальвадором та США, які і стали його останніми у збірній.

## Досягнення
Ботафого
- Чемпіон Бразилії: 1995
- Переможець Турніру Ріо-Сан-Паулу: 1998

Фігейренсе
- Чемпіон штату Санта-Катаріна: 2004

Бразилія
- Чемпіон Південної Америки (U-20): 1991
- Бронзовий призер Золотого кубка КОНКАКАФ: 1998